# Sanchezia sylvestris
Sanchezia sylvestris är en akantusväxtart som beskrevs av Emery Clarence Leonard. Sanchezia sylvestris ingår i släktet Sanchezia och familjen akantusväxter. Inga underarter finns listade i Catalogue of Life.